# Третье сражение при Винчестере
Третье сражение при Винчестере (англ. Third Battle of Winchester), оно же Сражение при Опеконе (Battle of Opequon) произошло 19 сентября 1864 года на северо-западной окраине города Винчестера, штат Виргиния, в ходе кампании в долине 1864 года американской Гражданской войны. Армия генерала Джубала Эрли пыталась остановить наступление армии Фила Шеридана, но была вынуждена отступить и оставить Винчестер.
После своей победы при Берривиле в начале сентября генерал Шеридан стал собирать информацию о противнике и вскоре выяснил, что отряды Кершоу и Катшоу покинули Винчестер и ушли к Мартинсбергу. Шеридан сразу начал наступление на Винчестер по Берривиллской дороге силами VI и XIX корпусов. Дивизии генерала Эрли были разбросаны по долине но успели сконцентрироваться у Винчестера. Шеридану удалось оттеснить Эрли к Винчестеру, а ближе к вечеру федеральная кавалерия прорвала левый фланг южан. Сражение позволило федеральной армии перейти в общее наступление в долине Шенандоа и повлияло на президентские выборы 1864 года.

## Последствия
1. 1 2  Kennedy, 1998, p. 325—316.